# Saturn Award de la meilleure série de science fiction, action et fantasy en streaming
 (février 2025).
Si vous disposez d'ouvrages ou d'articles de référence ou si vous connaissez des sites web de qualité traitant du thème abordé ici, merci de compléter l'article en donnant les références utiles à sa vérifiabilité et en les liant à la section « Notes et références ».
Le Saturn Award de la meilleure série télévisée de science fiction, action et fantasy (Saturn Award for Best Science Fiction, Action & Fantasy Television Series) est une récompense télévisuelle décernée chaque année depuis 2018 par l'Académie des films de science-fiction, fantasy et horreur (Academy of Science Fiction Fantasy & Horror Films).

## Palmarès

### Années 2010
- 2018 [1]: Star Trek: Discovery
  - Black Mirror
  - The Expanse
  - Good Omens
  - Jack Ryan
  - Perdus dans l'espace (Lost in Space)
  - Poupée russe (Russian Doll)